# Wyeomyia mitchellii
Wyeomyia mitchellii är en tvåvingeart som först beskrevs av Theobald 1905.  Wyeomyia mitchellii ingår i släktet Wyeomyia och familjen stickmyggor. Inga underarter finns listade i Catalogue of Life.